# محمود مشحون
محمود مشحون (۵ تیر ۱۳۲۰ – ۱۹ آذر ۱۴۰۲) رئیس فدراسیون بسکتبال ایران بود که پس از اعلام ممنوعیت فعالیت بازنشستگان در نهادهای دولتی ایران از ریاست فدراسیون بسکتبال استعفا داد.

## زندگی‌نامه
محمود مشحون فرزند عبدالکریم در ۱۳۳۵ در دبیرستان دارالفنون زیر نظر مسعودنیا ورزش بسکتبال را آغاز کرد و در همان سال عضو تیم سیکل اول دبیرستان شد و دو سال بعد در تیم سیکل دوم بازی کرد. او به همراه دو برادر دیگر در نوجوانی به سمت بسکتبال کشیده و راهی تیم ملی شدند.

## ریاست فدراسیون بسکتبال

### رساندن به اوج
انتخاب محمود مشحون به عنوان رئیس فدراسیون بسکتبال در سال ۱۳۸۱ با ظهور نسلی از نوجوانان و جوانان مستعد بسکتبال همزمان شد. این همزمانی باعث پیشرفت سریع بسکتبال ایران شد. قهرمانی ایران در جام ملت‌های آسیا و راهیابی به المپیک پکن باعث شد فدراسیون جهانی بسکتبال در مراسمی در شهر کواترو کاستلای ایتالیابه محمود مشحون، لوح اسکار اهدا کند.
با مدیریت محمود مشحون تیم ملی بسکتبال ایران به روند پیروزی‌های بین‌المللی ادامه داد. اما از دست دادن دو المپیک لندن و ریو انتقادها نسبت به عملکرد او را بیشتر کرد و حذف ستاره‌های تیم ملی همچون صمد نیکخواه بهرامی و مهدی کامرانی به اوج رسید. بزرگترین ایراد کار او عدم پشتوانه‌سازی و تربیت نسل‌های بعدی ستارگان بسکتبال بود.

### بسکتبال زنان
با تلاش‌های محمود مشحون و مکاتبات علی توفیق، دبیر فدراسیون بسکتبال، فیبا پس از بیش از ۴۰ سال پوشش اسلامی بسکتبالیست‌های زن ایرانی را پذیرفت و در ۲۴ فروردین ۱۳۹۶ نماینده فدراسیون جهانی با حضور در تهران و تماشای دیدار نمادین تیم‌های زنان کوشاسپهر سبلان و گاز تهران، اعلام کرد فیبا با حضور تیم‌های بسکتبال زنان ایران با این پوشش در بازی‌های بین‌المللی مشکلی ندارد.

## فعالیت‌های ورزشی و مدیریتی
محمود مشحون ۱۳۳۹ به عضویت تیم ملی بسکتبال درآمد و تا سال ۱۳۴۹ که به علت مشکلات خانوادگی که با ورزش قهرمانی وداع کرد در خدمت تیم ملی بود.
- ۱۳۳۷ با تیم ملی نیروی مسلح ارتش به مسکو اعزام شد.
- ۱۳۴۵ رئیس هیئت بسکتبال ری شد.
- ۱۳۴۶ دبیر هیئت بسکتبال آموزشگاه‌های تهران شد.
- ۱۳۴۸ رئیس انجمن بسکتبال آموزشگاه‌ها شد.
- ۱۳۵۴ دبیر فدراسیون هندبال شد.
- ۱۳۵۵ رئیس انجمن هندبال آموزشگاه‌ها شد.
- ۱۳۵۶ دبیر فدراسیون بسکتبال شد.
- ۱۳۵۷ رئیس موقت شورای فدراسیون ایران و عضو شورای عالی ورزش آموزشگاه‌های ایران شد.
- ۱۳۵۸ رئیس انتخابی فدراسیون بسکتبال ایران شد.
- ۱۳۵۹ رئیس فدراسیون هندبال ایران شد و عضو کمیته اجرایی کمیته ملی المپیک شد.
- ۱۳۶۲ رئیس فدراسیون هندبال ایران و عضو شورای برون مرزی سازمان و عضو کمیته اجرایی، کمیته ملی المپیک ایران شد.
- ۱۳۶۳ خزانه‌دار بازی‌های تدارکاتی جهت اعزام به مسابقات آسیایی سئول شد.
- ۱۳۶۸ رئیس فدراسیون بسکتبال ایران شد.
- در همان سال عضو کمیته طرح و برنامه سازمان تربیت بدنی و عضو کمیته شورای برون مرزی و عضو کمیته اجرایی کمیته ملی المپیک شد.
- ۱۳۷۲ نایب رئیس کنفدراسیون بسکتبال آسیا و قائم مقام حوزه معاونت فنی و امور اداری فدراسیون‌ها با حفظ سمت فدراسیون بسکتبال شد.
- ۱۳۸۱ رئیس منتخب فدراسیون بسکتبال ایران شد.
- ۱۳۹۶ به دلیل قانون منع فعالیت بازنشستگان از ریاست فدراسیون استعفا داد.